# 이종상 (화가)
이종상(李鍾祥, 1938년 7월 20일~)은 대한민국의 화가이다. 서울대학교 명예교수이며, 본관은 광주(廣州), 호는 일랑(一浪)이다.

## 생애
1938년에 일제강점기 조선 충청남도 예산군에서 태어나 대전고등학교와 서울대학교 미술대학 동국대학교 대학원을 거쳐 서울대학교 교수로 활동하며 서울대학교 박물관장, 문화재위원회 박물관분과 전문위원, 한국벽화연구소장 및 대한민국미술대전 심사위원, 서울국제미술제 부이사장, 1995 중앙비엔날레 운영위원장, 제2회 광주비엔날레조직위원회 부위원장, 한국문화예술진흥원 미술회관 운영자문위원장, 제3회 광주비엔날레 전시기획위원, 서울시립미술관 개관준비기술위원장 등을 지냈다.

## 저서
- 1980년: 《화실의 창을 열고》
- 1983년: 《중등미술》
- 1987년: 《솔바람 먹내음》

## 수상 내역
- 1962년: 공보부 신인예술상 최고상
- 1963년: 국전 특선
- 2003년: 은관문화훈장
- 2008년: 자랑스런 한국인 대상
- 2011년: 가장 문학적인 상 미술인부문
- 2021년: 독도평화대상[1]